# Liste von Söhnen und Töchtern der Stadt Pécs
Die folgende Liste enthält Personen, die in der ungarischen Stadt Pécs geboren wurden. Die Liste erhebt keinen Anspruch auf Vollständigkeit.

## In Pécs geborene Persönlichkeiten

### Bis 1850
- Ibrâhîm Peçevî (1572–um 1649), Historiograph
- Simon Péchi (1575–1642), siebenbürgischer Kanzler und führender Sabbatarier
- Ferenc Babai (1742–1778), römisch-katholischer Geistlicher und Historiker
- Johann Nepomuk Konstantin Schuster (1777–1838), deutsch-ungarischer Chemiker, Mineraloge, Arzt und Hochschullehrer
- Anton von Rosas (1791–1855), österreichischer Augenarzt
- Ignaz Czernits (1814–1896), österreichischer Schauspieler und Theaterdirektor
- Adolph Engel de Jánosi (1820–1903), ungarischer Großindustrieller
- Vilmos Zsolnay (1828–1900), ungarischer Keramikkünstler und Großindustrieller
- József Angster (1834–1918), Instrumenten-, insbesondere Orgelbauer

### 1851 bis 1900
- Josef Engel de Jánosi (1851–1939), königlich-ungarischer Hofrat, Schriftsteller und Mäzen
- Charlotte von Majláth (1856–1928), Hofdame der Kaiserin Elisabeth
- Leo Connard (1860–1931), österreichischer Theater- und Stummfilmschauspieler
- Wladimir Giesl Freiherr von Gieslingen (1860–1936), österreichischer Diplomat und Feldmarschallleutnant
- Emerich Ullmann (1861–1937), österreichischer Chirurg, erste Nierentransplantation (am Hund)
- Ferdinand Dorsch (1875–1938), Maler und Graphiker
- Dezső Lauber (1879–1966), Sportler und Architekt
- Leopold Fejér (1880–1959), ungarischer Mathematiker
- Ferenc Keresztes-Fischer (1881–1948), ungarischer Anwalt und Politiker
- Lajos Keresztes-Fischer (1884–1948), Offizier
- Dezső Pécsi Pilch (1888–1949), Maler und Professor an der Kunsthochschule Budapest
- Joseph Goebel (1893–1969), Orgelbauer und Musikforscher
- Fred Forbát (1897–1972), Architekt, Stadtplaner und Maler
- Farkas Molnár (1897–1945), Architekt (Bauhaus)

### 1901 bis 1950
- Marcel Breuer (1902–1981), Architekt und Designer
- Victor Vasarely (1906–1997), französischer Maler und Grafiker
- Adam Deutsch (1907–1976), Biologe, Mediziner und Hochschullehrer
- Carl Laszlo (1923–2013), ungarisch-schweizerischer Kunsthändler, Psychoanalytiker, Autor und Holocaustüberlebender
- Elisabeth Ruttkay (1926–2009), österreichische Archäologin
- Barna von Sartory (1927–2000), Bildhauer und Architekt
- Olga Tass (1929–2020), Kunstturnerin
- Imre Gyöngyössy (1930–1994), Regisseur und Drehbuchautor
- István Gulyás (1931–2000), Tennisspieler
- Josef Maria Horváth (1931–2019), Komponist, Pianist, Professor am Mozarteum in Salzburg
- Iván Vándor (1932–2020), italienischer Musikethnologe, Direktor  des IITM in Berlin, Direktor der Scuola Interculturale di Musica in Venedig und Professor für Komposition an der Universität Bologna
- Zsuzsa Szabó (* 1940), Mittelstreckenläuferin
- László Sólyom (1942–2023), ungarischer Politiker, Präsident Ungarns
- Nortrud Boge-Erli (* 1943), deutsche Kinder- und Jugendbuchautorin
- Miklós Maros (* 1943), Komponist
- István Nemere (1944–2024), Autor
- Éva Maros (* 1946), Harfenistin

### Ab 1951
- Sándor Szombati (1951–2006), Musiker und Künstler, Klangskulpturen und kinetische Objekte
- Jenő Jandó (1952–2023), Pianist
- Béla Tarr (* 1955), ungarischer Filmregisseur
- Zsuzsanna Tresz (1956–2025), Bühnenbildnerin, Kostümbildnerin und Puppenspielerin
- Márta Fata (* 1959), deutsche Historikerin und Hochschullehrerin
- Norbert Spannenberger (* 1969), deutsch-ungarischer Historiker
- Edina Rott (* 1971), Handballspielerin und -trainerin
- Péter Horváth (* 1972), Schach-Großmeister
- Iván Kamarás (* 1972), Schauspieler und Synchronsprecher
- Hajnalka Szabados (1973–2021), Judoka und Judotrainerin
- András Dienes (* 1974), Fußballspieler und Juniorennationalspieler
- Attila Mesterházy (* 1974), Politiker
- Pál Dárdai (* 1976), Fußballspieler und Trainer bei Hertha BSC
- Attila Tököli (* 1976), ungarischer Fußballspieler
- Bernadett Szél (* 1977), Ökonomin und Politikerin
- Zoltán Gera (* 1979), Fußballspieler bei FC Fulham
- Ferenc Gyurkovics (* 1979), Gewichtheber
- Ibolya Mehlmann (* 1981), Handballspielerin bei Aalborg DH
- Barna Putics (* 1984), Handballspieler
- Katalin Sipos (* 1986), Fußballschiedsrichterin
- Katinka Hosszú (* 1989), Schwimmerin
- Zsuzsanna Jakabos (* 1989), Schwimmerin
- Viktor Knoch (* 1989), Shorttracker, Olympiasieger
- Kevin Csoboth (* 2000), Fußballspieler
- Corinna Huber (* 2002), österreichische Eiskunstläuferin
- Patrik Huber (* 2002), österreichischer Eiskunstläufer